# Pepřovník opojný
Pepřovník opojný (Piper methysticum) zvaný též Kava kava je druh rostliny z čeledi pepřovníkovitých. Rostlina má dlouhou tradici v používání v západním Pacifiku, kvůli svým psychoaktivním vlastnostem. Je podobný pepřovníku černému, s nímž má podobné srdcové listy. Vůní připomíná pepř černý.

## Kulturní význam
Má už od historických dob velký význam v náboženství, politice a kultuře v oblasti Tichého oceánu. V tomto regionu se rostlina těší velké úctě. Na Fidži se označuje jako yaqona a svazky jejích kořenů jako sevusevu (dar). Ceremonie pití kavy na Fidži doprovází důležité politické a společenské události a přivítání důležitých osobností je s konzumací kavy vždy spojeno.

## Kava kava
Název kava kava je název drceného kořene pepřovníku opojného, jehož látky jsou rozpuštěny ve vodě. Tyto látky se poté pijí na obřadech (společenská setkání, pohřby, svatba...) v oblasti Tichého oceánu pro svoje psychoaktivní účinky. V západním světě se extrakt této rostliny prodává v práškové formě nebo pilulkách.

### Rekreační užití a medicína
Hlavní psychoaktivní složkou kořene jsou kavalaktony, které působí na GABAA receptory a v menší míře i na serotoninové, dopaminové a opioidní receptory, tím přinášejí pocit relaxace a uvolnění. 
Bezpečná dávka se uvádí kolem 40 až 250 mg kavalaktonů. Dávka 40 až 180 mg způsobuje relaxaci a duševní pohodu, zbavuje stresu a zlepšuje kognitivní funkce. Vyšší dávka kolem 180 až 250 mg způsobuje mírnou euforii a má sedativní vlastnosti. Nástup účinků je kolem 10 minut a plný stav se zjeví po 45 minutách. Euforický efekt trvá kolem 1 až 3 hodiny. Relaxační stav poté trvá klidně až 36 hodin. 
Ze studie roku 2013 vyplývá opravdový relaxační účinek na lidskou psychiku a využití extraktu k rychlému zbavení úzkosti v krátkodobém podání. Podle výzkumů kava kava nezpůsobuje vážnou závislost.

### Nežádoucí účinky
Dlouhodobé pití kava kava vede podle WHO k poškození jater, doporučené denní užívání se vymezuje na 1 až 2 měsíce. Kvůli hepatotoxicitě by se extrakt neměl podávat s léky proti úzkosti, alkoholem, či jinými psychotropními látkami. Nadměrné a dlouhodobé užívání vede k vzniku dermopatie známá také jako "kavaismus". Jde o systémovou dermatitidu, kterou lze pozorovat nejprve na hlavě, poté se šíří dolů do těla (paže, tělo, krk a prsa) mající za následek suché, šupinaté a žluté zbarvení pokožky. Na Fidži, kde se kava konzumuje tradičně ve vyšších množstvích, je tento efekt běžný a vnímán jako privilegium. Kava kava by neměly užívat těhotné ženy, kojící matky, děti, lidé mající problémy s játry a lidé trpící parkinsonovou nemocí, neboť zhoršuje třes končetin a snižuje účinnost léků.
Je prokázáno, že kombinace kofeinu a kavy kavy může mít za následek zvýšení a prodloužení stimulačních účinků kofeinu, u některých uživatelů to má za následek vznik úzkostných stavů z nadmírné stimulace či naopak zvýšený euforický pocit. Důvodem je, že kavalaktony dokáží potlačit jaterní enzym CYP1A2, který je zodpovědný za odbourávání kofeinu. 
Kava kava může zhoršit efekt některých léčiv na předpis. 

## Galerie

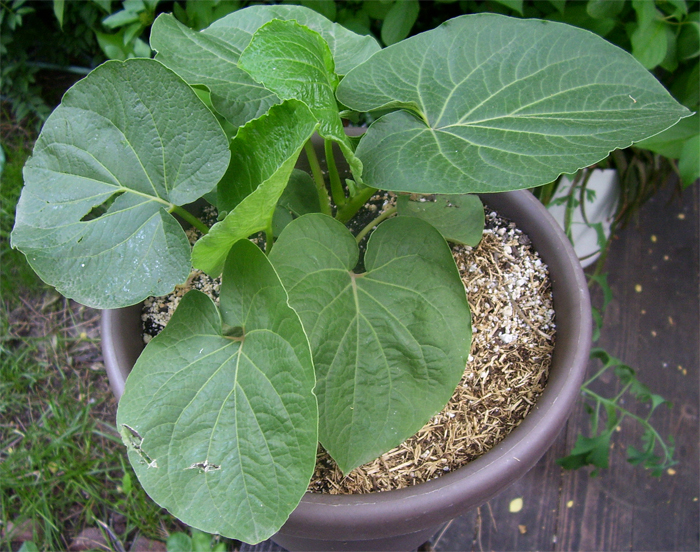
Sazenice kavy
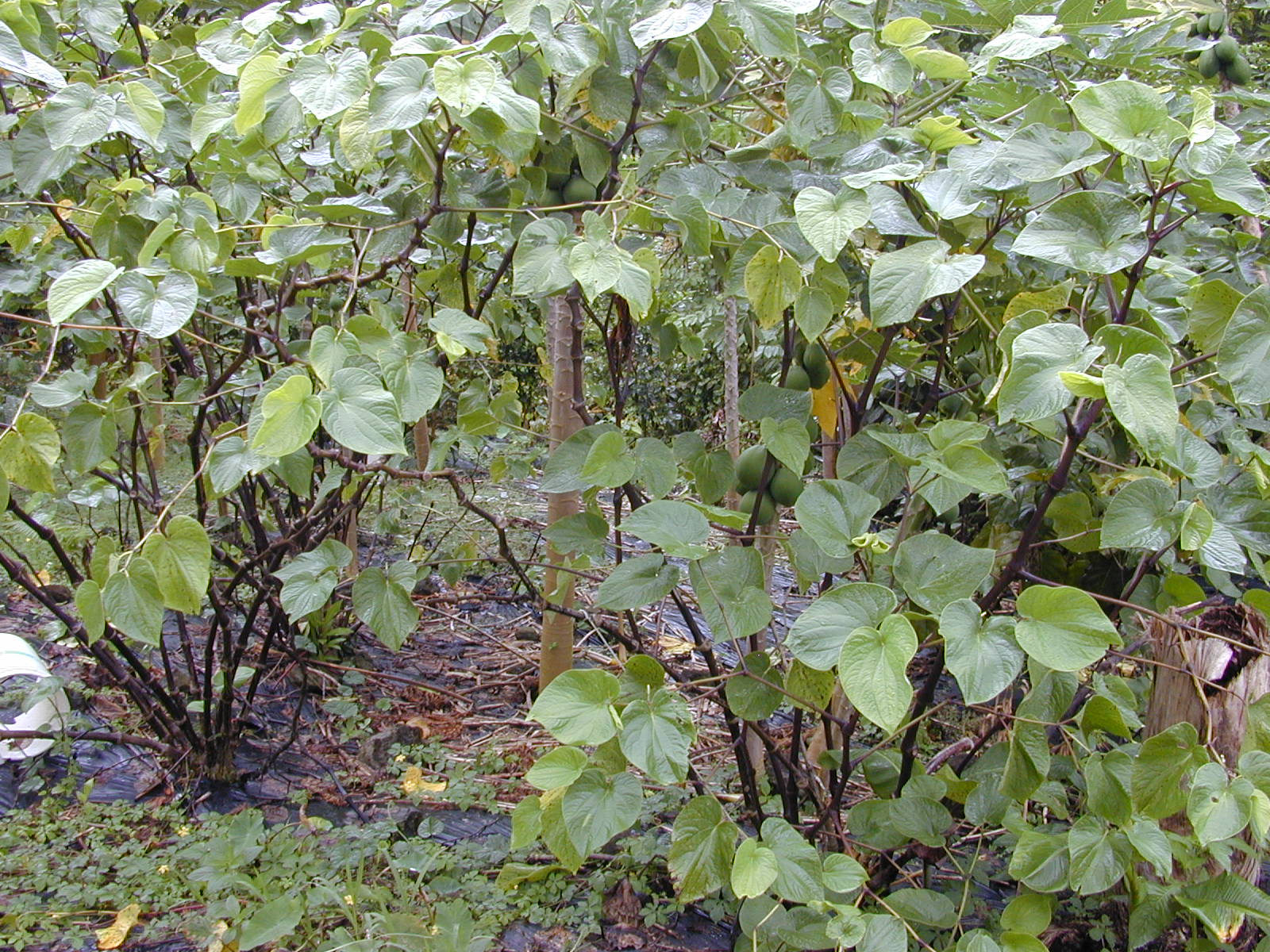
Pepřovník opojný
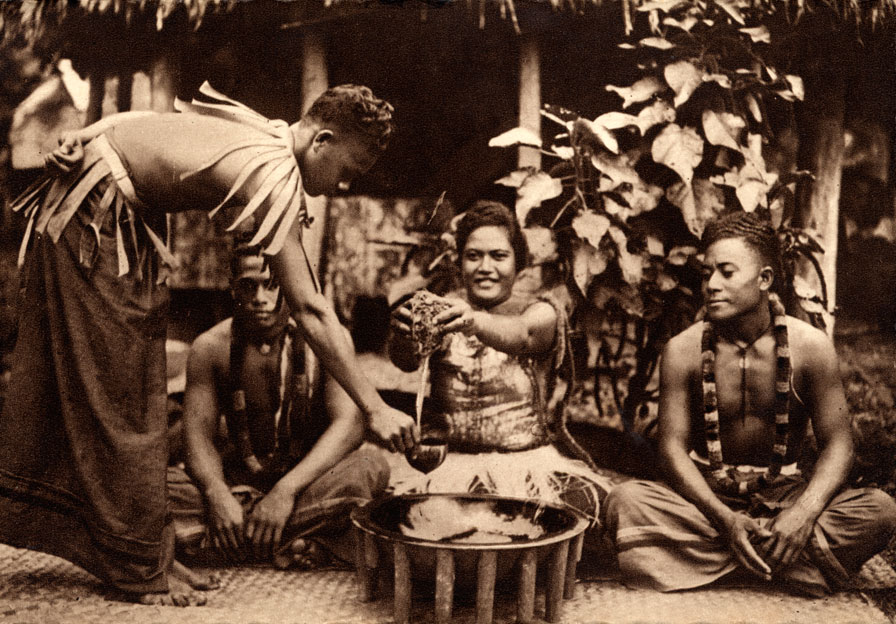
Ceremonie kavy, 1900-1930, Samoa
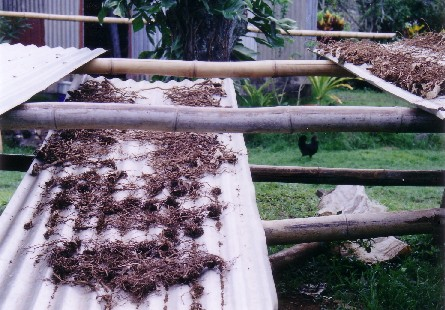
Sušení kořene kavy, Fidži
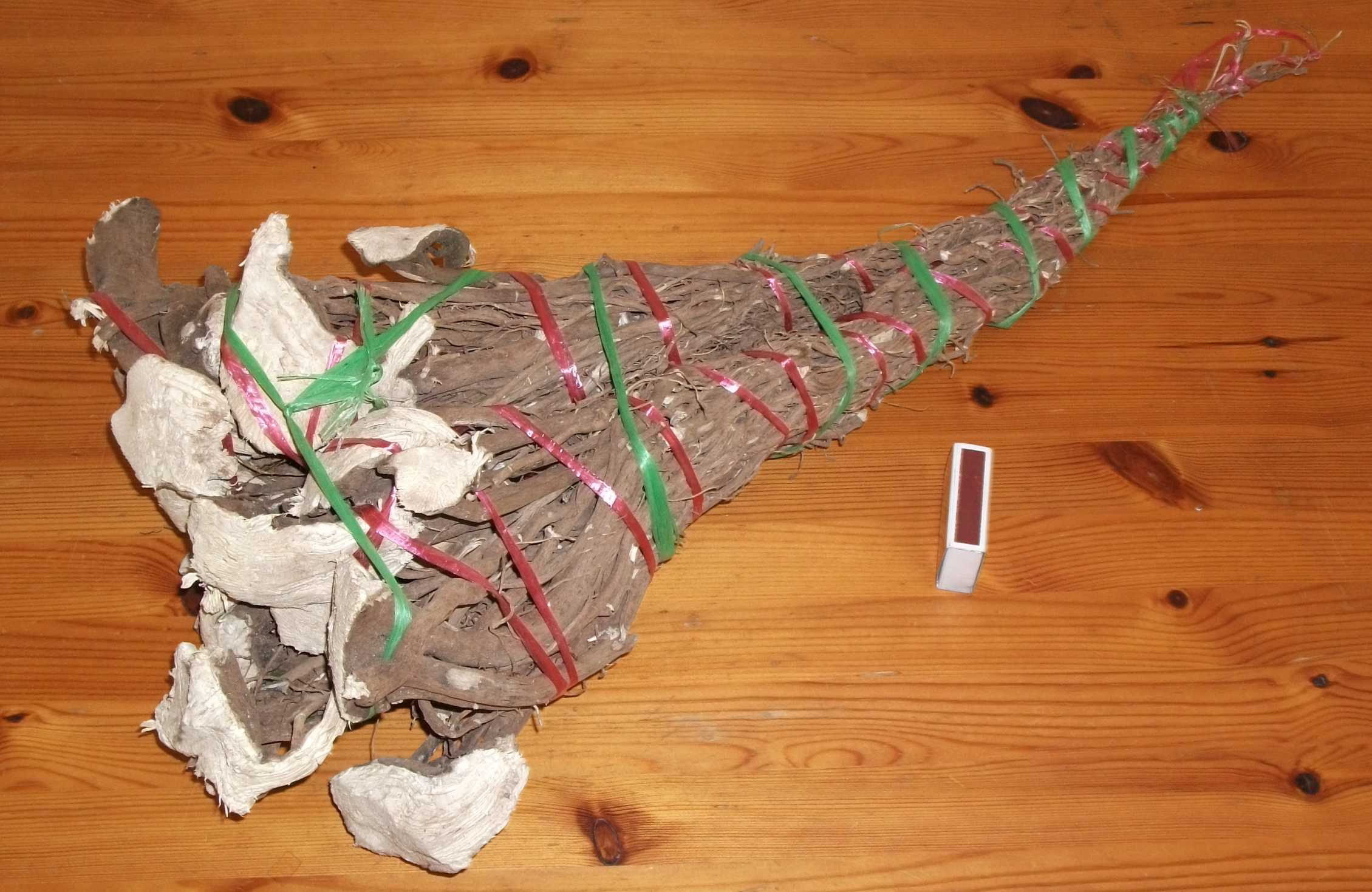
Svazek kořenů kavy, yaqony, jak je prodáván na trhu na Fidži
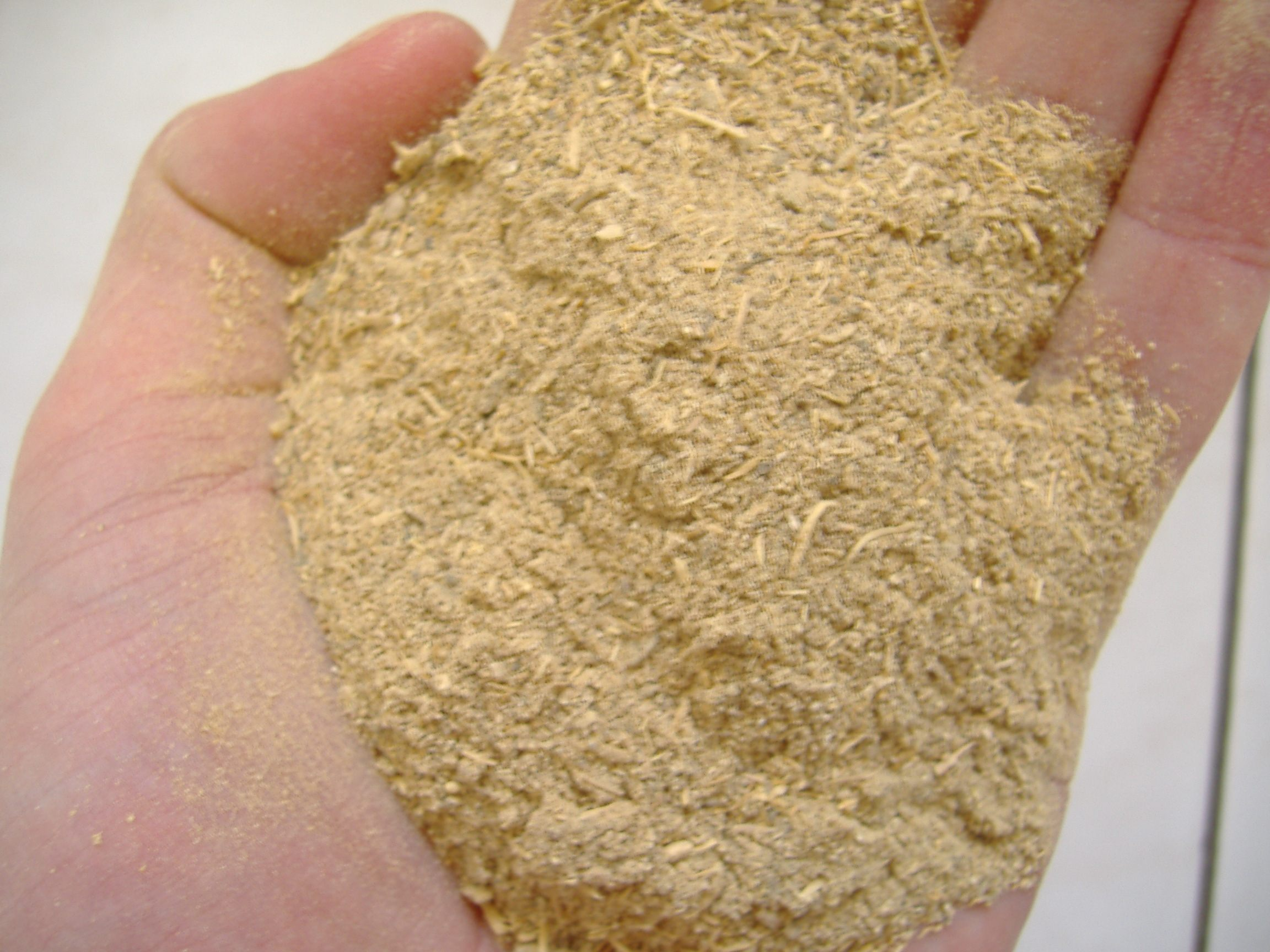
Kořeny jsou ve velkých hmoždířích rozdrceny na prášek
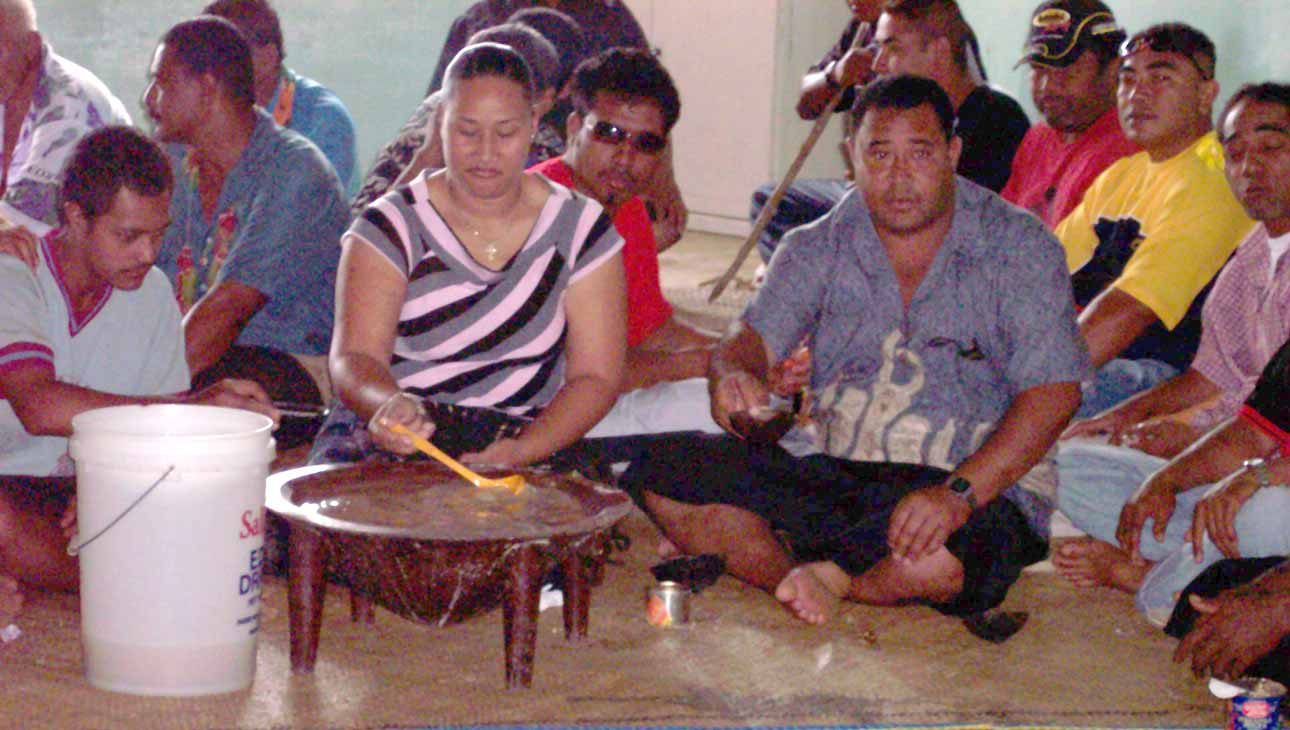
Typická nádoba, ve které se prášek kavy rozmíchá a kokosové skořápky jako kalíšky, Tonga
Alkaloidy rostliny Piper methysticum – pipermethystin, epoxypipermethystin a awain